# Съюз на свободните демократи (Унгария)
Създадена е от група интелектуалци около нелегалното списание „Бесельо“, излизащо от 1981 г.
Стои на радикални либерални принципи, отхвърля едновременно комунизма и национализма.
На власт е между 1994 и 1998 г. и 2002 и 2008 г. в коалиция с Унгарската социалистическа партия.

## Резултати от парламентарни избори
| година | процент гласове | спечелени мандати | получени гласове | статус                                      |
| ------ | --------------- | ----------------- | ---------------- | ------------------------------------------- |
| 1990   | 23,83 %         | 92                | 1 168 234        | парламентарна опозиция                      |
| 1994   | 17,88 %         | 69                | 965 401          | управляваща партия                          |
| 1998   | 6,22 %          | 24                | 344 352          | парламентарна опозиция                      |
| 2002   | 5,57 %          | 20                | 313 084          | управляваща партия                          |
| 2006   | 6,50 %          | 20                | 351 612          | управляваща партия / парламентарна опозиция |

| година | процент гласове | спечелени мандати | получени гласове |
| ------ | --------------- | ----------------- | ---------------- |
| 2004   | 7,77 %          | 2                 | 237 908          |
| 2009   | 2,16 %          | 0                 | 62 527           |